# Бурошапочный толстоклювый попугай
Бурошапочный толстоклювый попугай (лат. Psilopsiagon aymara) — вид птиц из семейства попугаевых (Psittacidae).

## Внешний вид
Длина тела 20 см Окраска верхней части тела коричнево-серая, нижней — светло-серая. Оперение хвоста сверху сине-зелёное, снизу серо-зелёное. Самцы крупнее самок и окраска их ярче.

## Распространение
Обитает от Боливии до севера Аргентины.

## Образ жизни

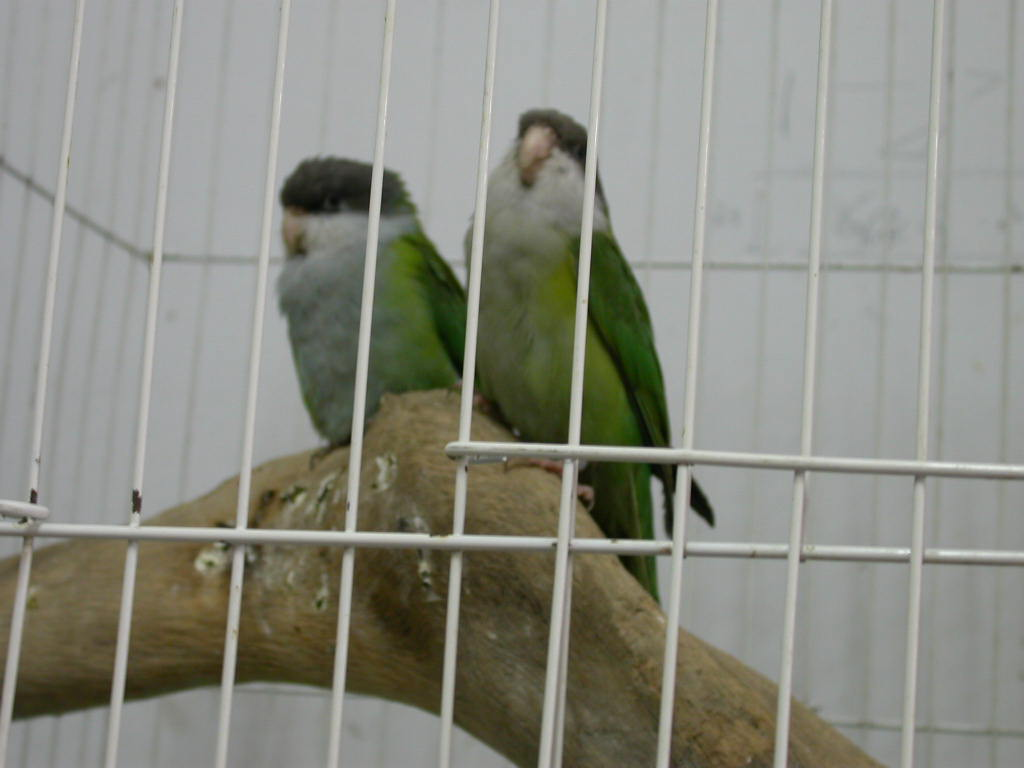

Населяют районы Анд до высоты 1200—1400 м над уровнем моря. Обладают приятным голосом и часто щебечут.